# تاکایوکی تاکابایاشی
تاکایوکی تاکابایاشی (انگلیسی: Takayuki Takabayashi؛ زادهٔ ۱۲ سپتامبر ۱۹۷۲) بازیکن بیسبال اهل ژاپن است.